# 히라오촌 (오사카부)
히라오촌(일본어: 平尾村)은 일본 오사카부 미나미카와치군에 설치되었던 촌이다. 현재의 사카이시 미하라구 일부에 해당한다.

## 역사
- 1889년 4월 1일 - 정촌제 시행에 의해 단난군 히라오촌이 성립하였다.
- 1896년 4월 1일 - 군 통합에 의해 미나미카와치군이 성립하였다.
- 1956년 9월 30일 - 단난촌, 구로야마촌과 합병해 미하라정이 성립하여, 동일 히라오촌은 폐지되었다.